# Euxoa costacaerulea
Euxoa costacaerulea är en fjärilsart som beskrevs av Tutt 1892. Euxoa costacaerulea ingår i släktet Euxoa och familjen nattflyn. Inga underarter finns listade i Catalogue of Life.